# Steinbach (Trautskirchen)
Steinbach ([ˈʃtaɪ̯nˌbax] ⓘ, fränkisch: Schdahnba) ist ein Gemeindeteil der Gemeinde Trautskirchen im Landkreis Neustadt an der Aisch-Bad Windsheim (Mittelfranken, Bayern). Steinbach liegt in der Gemarkung Buch.

## Geografie
Das Dorf liegt am Steinbach, einem linken Zufluss der Zenn, und am Kesselgraben, der dort als linker Zufluss in den Steinbach mündet. Im Nordosten liegt der Kesselgrund, dahinter schließt sich der Schußbachwald an. 0,75 km östlich erhebt sich der Alte Herod (426 m ü. NHN). 0,5 km westlich liegt das Waldgebiet Herrlohe. Die Kreisstraße NEA 17 führt nach Schußbach (1,2 km nordwestlich) bzw. nach Buch zur Staatsstraße 2413 (1,4 km südöstlich).

## Geschichte
Der Ort wurde im Urbar des Klosters Heilsbronn, das im 12. Jahrhundert angefertigt wurde, als „Steinbach“ erwähnt. Der Ortsname bezeichnete schon damals einen steinigen Bach. Im Jahre 1210 überließ Konrad Nägelein dem Kloster u. a. seine Güter in Steinbach zur Nutznießung gegen Zahlung von 50 Talenten jährlich. Nach zwölf Jahren fielen die Güter dem Kloster zu. Von den fünf Anwesen blieben während des Dreißigjährigen Krieges vier bewohnt. 1718 gehörte Steinbach zum heilbronnischen Amt Neuhof: Es unterstanden diesem eine Mühle, vier Söldengüter, zwei Schutzverwandte und ein Hirtenhaus. 1755 wurden u. a. auch die Untertanen und Lehenleute von Steinbach der Deutschordenskommende als Tausch übergeben.
Gegen Ende des 18. Jahrhunderts gab es in Steinbach sechs Anwesen (1 Mühle, 1 Dreiachtelhof, 3 Halbhöfe, 1 Gemeindehirtenhaus). Das Hochgericht übte das Obervogteiamt Virnsberg des Deutschen Ordens aus. Die Dorf- und Gemeindeherrschaft und die Grundherrschaft über alle Anwesen hatte die Deutschordenskommende Nürnberg.
Im Rahmen des Gemeindeedikts wurde Steinbach dem 1808 gebildeten Steuerdistrikt Buch und der 1811 gebildeten Ruralgemeinde Buch zugeordnet. Am 1. Juli 1972 wurde Steinbach im Zuge der Gebietsreform in Bayern nach Trautskirchen eingemeindet.

### Baudenkmal
- Haus Nr. 5: Wohnhaus mit Nebengebäuden[12]

### Einwohnerentwicklung
| Jahr      | 001818 | 001840 | 001861 | 001871 | 001885 | 001900 | 001925 | 001950 | 001961 | 001970 | 001987 |
| Einwohner | 66     | 58     | 72     | 82     | 73     | 51     | 56     | 74     | 42     | 37     | 40     |
| Häuser    | 12     | 9      |        |        | 11     | 11     | 11     | 10     | 10     |        | 10     |
| Quelle    | [ 14 ] | [ 15 ] | [ 16 ] | [ 17 ] | [ 18 ] | [ 19 ] | [ 20 ] | [ 21 ] | [ 22 ] | [ 23 ] | [ 1 ]  |

## Religion
Der Ort ist seit der Reformation evangelisch-lutherisch geprägt und bis heute nach St. Laurentius (Trautskirchen) gepfarrt. Die Einwohner römisch-katholischer Konfession sind nach Mariä Himmelfahrt (Sondernohe) gepfarrt.